# سارق الفرح (فلم)
سارق الفرح هو فيلم درامي رومانسي مصري من إنتاج سنة 1995، إخراج وتأليف داود عبد السيد، وإنتاج سلطان الكاشف، ومن بطولة ماجد المصري، ولوسي، وعبلة كامل، ومحمد هنيدي، وحنان ترك، وحسن حسن. يروي الفيلم قصة الراقصة أحلام وبائع المناديل عوض، اللذان يحاولان تدبير نفقات الزواج بكل الطرق الشريفة وغير الشريفة.

## ملخص القصة
تنتاب سكان منطقة المقطم حالة من الفرح، فقد تقدم شطة للزواج من الراقصة أحلام، ولكن أحلام قلبها متعلق بحب عوض بائع المناديل الورقية. ولحسم الموقف فإنه يتعين على عوض تدبير مصروفات الزواج خلال أيام قليلة والتقدم لخطبة أحلام. وتحاول أحلام مساعدة عوض، وتفكر في أن تفرط في نفسها، يقوم عوض بارتكاب عملية أقرب للسطو المسلح ويسرق ملابس شقيقه ليبيعها، أما أحلام فتسهر في شقة أحد الأجانب من أجل مساعدة حبيبها في شراء الشبكة.

## طاقم التمثيل
- ماجد المصري بدور عوض
- لوسي بدور أحلام
- عبلة كامل بدور نوال
- محمد هنيدي بدور عنتر
- حنان ترك بدور رمانة
- حسن حسن بدور ركبة
- محمد متولي بدور زينهم
- لطفي لبيب بدور المعلم بيومي
- محمد شرف بدور شطة
- هانم محمد بدور عدوله
- حياة الشيمي بدور وهيبة
- فتحي عبد الوهاب بدور مطر
- محمد الكلاني بدور محروس
- فاطمة شوشة بدور أم هاني
- عمرو محمد علي بدور المراهق
- إنتصار بدور روحية

## وصلات خارجية
- مقالات تستعمل روابط فنية بلا صلة مع ويكي بيانات